# Antonio Superchi

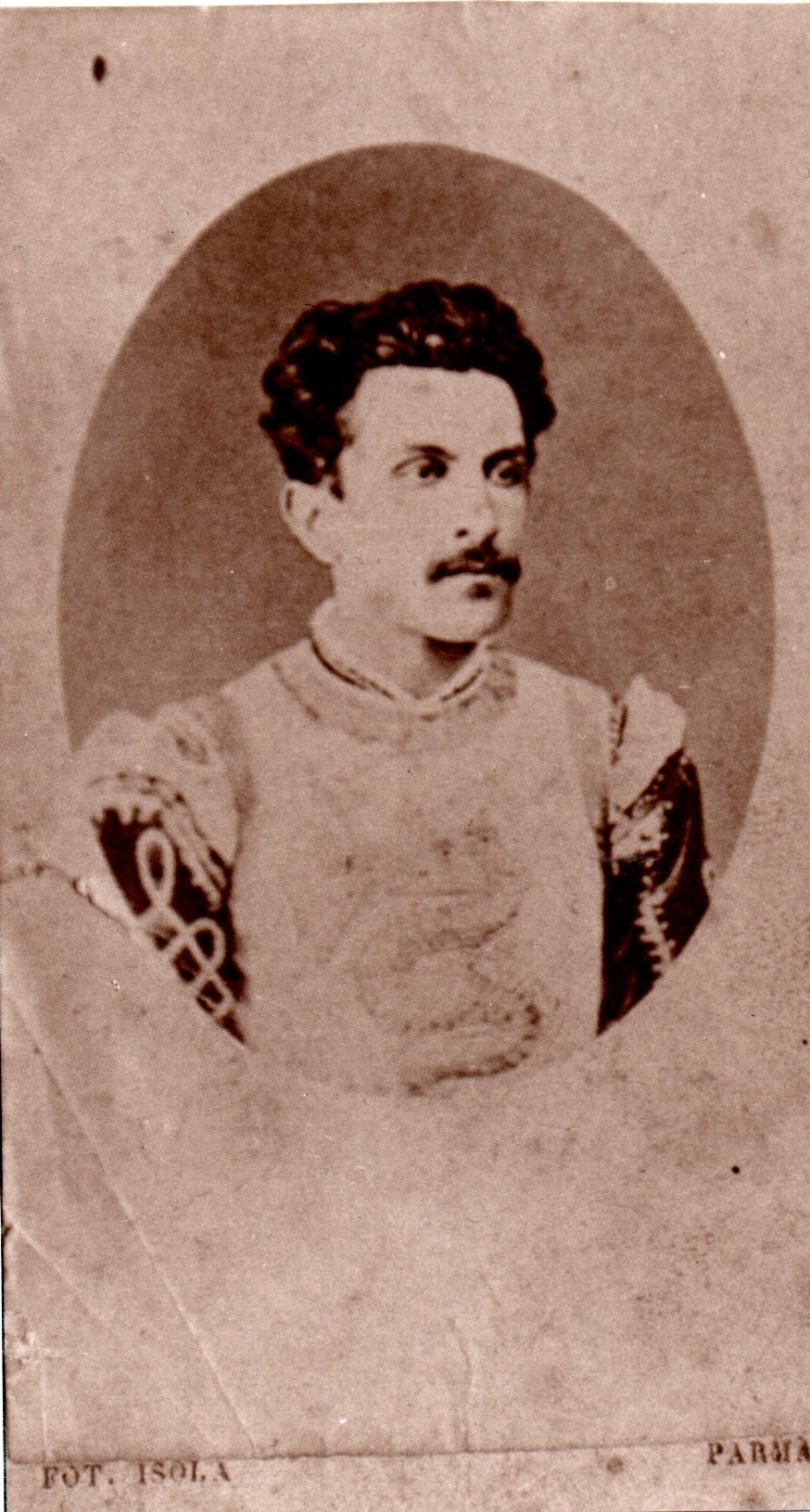
Antonio Superchi in costume di scena

Antonio Superchi (Parma, 11 gennaio 1816 – Parma, 5 luglio 1893) è stato un baritono italiano.

## Carriera
Ebbe carriera internazionale dal 1836 al 1855, cantò nei più importanti teatri italiani e spagnoli e al His Majesty's Theatre di Londra.
Nato da una famiglia benestante di Parma, era il quinto di sette figli di Paolo, commissario di polizia, e di Gaetana Menghi, piccola proprietaria terriera. Seguì un normale ciclo di studi e frequentò anche l'università. Si iscrisse alla Ducale Scuola di musica del Carmine di Parma ma dopo un anno continuò gli studi di canto privatamente con i maestri Antonio De Cesari e Luigi Tartagnini. Debuttò nel 1836 nella Lucia di Lammermoor di Donizetti, nella parte di Raimondo, al Teatro Apollo di Venezia.
Nel 1844, su precisa richiesta di Giuseppe Verdi, ebbe la parte di Don Carlo nella prima mondiale di Ernani, alla Fenice di Venezia. Godette del favore della critica e con Verdi instaurò un duraturo rapporto di amicizia testimoniato da diverse lettere. Il suo vasto repertorio comprendeva oltre sessanta opere.
Nel corso di una lunga turnée in Spagna (1853-54) a Cadice, Granada e Barcellona, scrisse una commedia in due atti I tre lupi della società, che tradotta dallo scrittore catalano Víctor Balaguer (Tres lobos de la societad) venne pubblicata in spagnolo e rappresentata con successo al Gran Teatre del Liceu il 3 e il 16 maggio 1854; egli stesso recitò in una delle parti principali.
Con la moglie Erminia Socè, già ballerina e commediante fiorentina sposata nel 1839, ebbe sette figli. Per stare più vicino alle necessità di una famiglia cosi numerosa, nel 1855 si ritirò precocemente dalle scene e aprì un'apprezzata scuola di canto: l'anno successivo fu nominato ispettore del Teatro Regio di Parma. Nel 1885 il giovane studente Arturo Toscanini gli dedicò 8 liriche per canto e pianoforte. Lasciò l'incarico al Regio nel 1889 e si spense quattro anni dopo nella sua città natale. La Gazzetta Musicale di Milano, il 23 luglio 1893, nel necrologio scrisse: "in Antonio Superchi l'uomo non era inferiore all'artista; e pochissimi furono così spontaneamente, così teneramente amati, perché pochissimi come lui, nessuno più di lui era degno di amore e di stima".

## Ruoli in prime rappresentazioni assolute
- Don Carlo in Ernani di Giuseppe Verdi (9 Marzo 1844, Teatro La Fenice, Venezia)
- Arturo di Cleves in Caterina di Guisa di Fabio Campana (14 agosto 1838, Accademici Avvalorati, Livorno)
- Bastiano in Elisa di Franval di Prospero Selli (30 giugno 1840, Teatro Valle, Roma)
- Donato in Francesco Donato di Pietro Raimondi (12 dicembre 1842, Teatro Carolino, Palermo)
- Gualandi in Maria degli Albizzi di Placido Mandanici (21 gennaio 1843, Teatro Carolino, Palermo)
- Ernesto Malcolm in Maria regina d'Inghilterra di Giovanni Pacini (11 Febbraio 1843, Teatro Carolino, Palermo)
- Cleverhouse in Sara, o La pazza di Scozia di Nicolò Gabrielli (11 febbraio 1843, Teatro Carolino, Palermo)
- Arbano in Giuditta di Samuele Levi (12 febbraio 1844, Teatro La Fenice, Venezia)
- Ernesto in Ernesto Duca di Scilla di Giuseppe Piqué (1844, Teatro Santa Cruz, Barcellona)
- Il Visconte in L'Amante di richiamo di Luigi e Federico Ricci (13 giugno 1846, Teatro d'Angennes, Torino)
- Arrigo in David Riccio di Vincenzo Capecelatro (9 marzo 1850, Teatro La Scala, Milano)
- Karl in Elmina di Salvatore Sarmiento (9 febbraio 1851, Teatro La Scala, Milano)
- Marco Tasca in Il fornaretto di Gualtiero Sanelli (24 marzo 1851, Teatro Regio, Parma)
- Filippo II in La figlia del deserto di Josep Freixas (16 febbraio 1854, Gran Teatre del Liceu, Barcellona)